# Germaniasiedlung

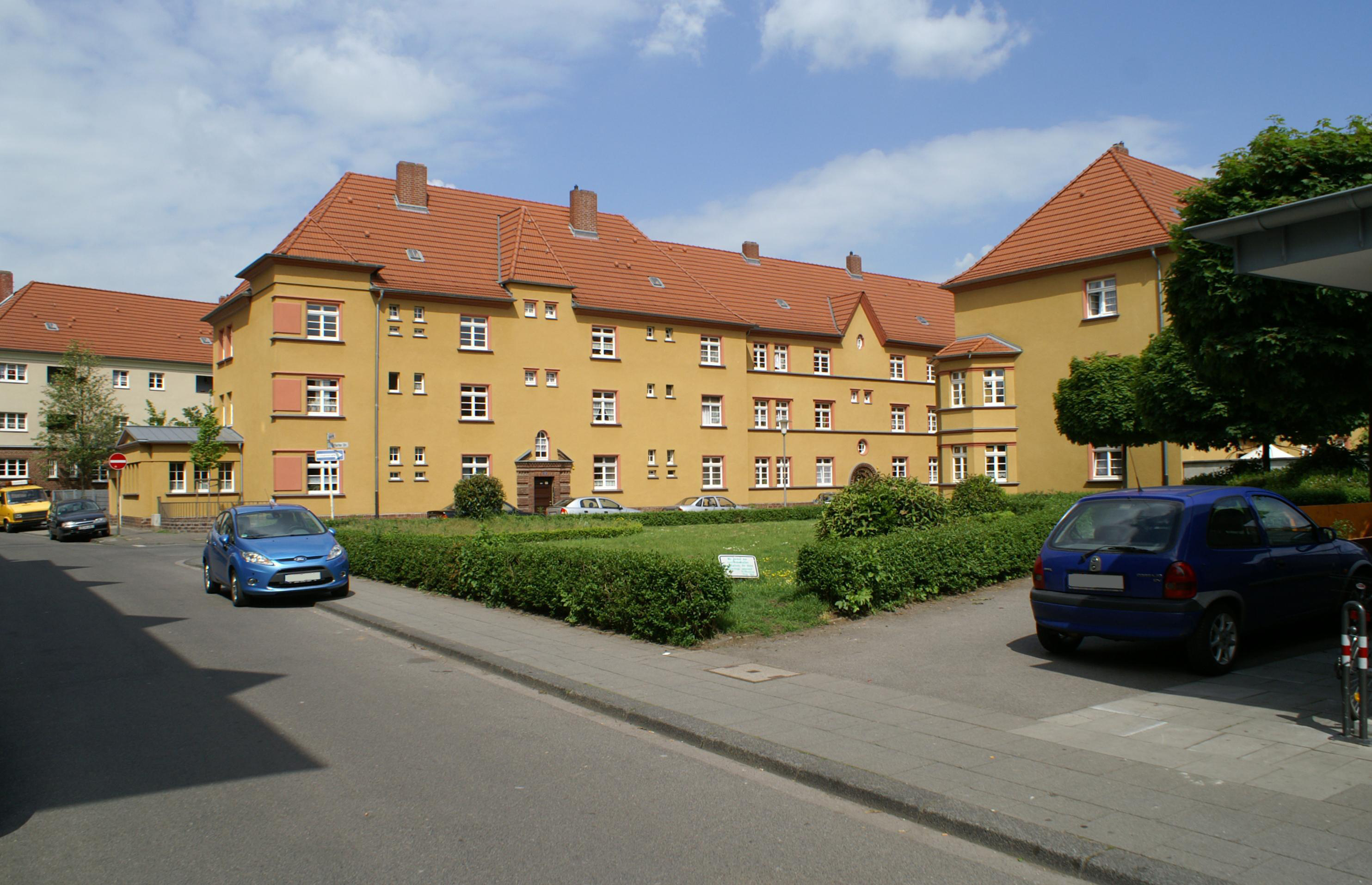
Germaniasiedlung

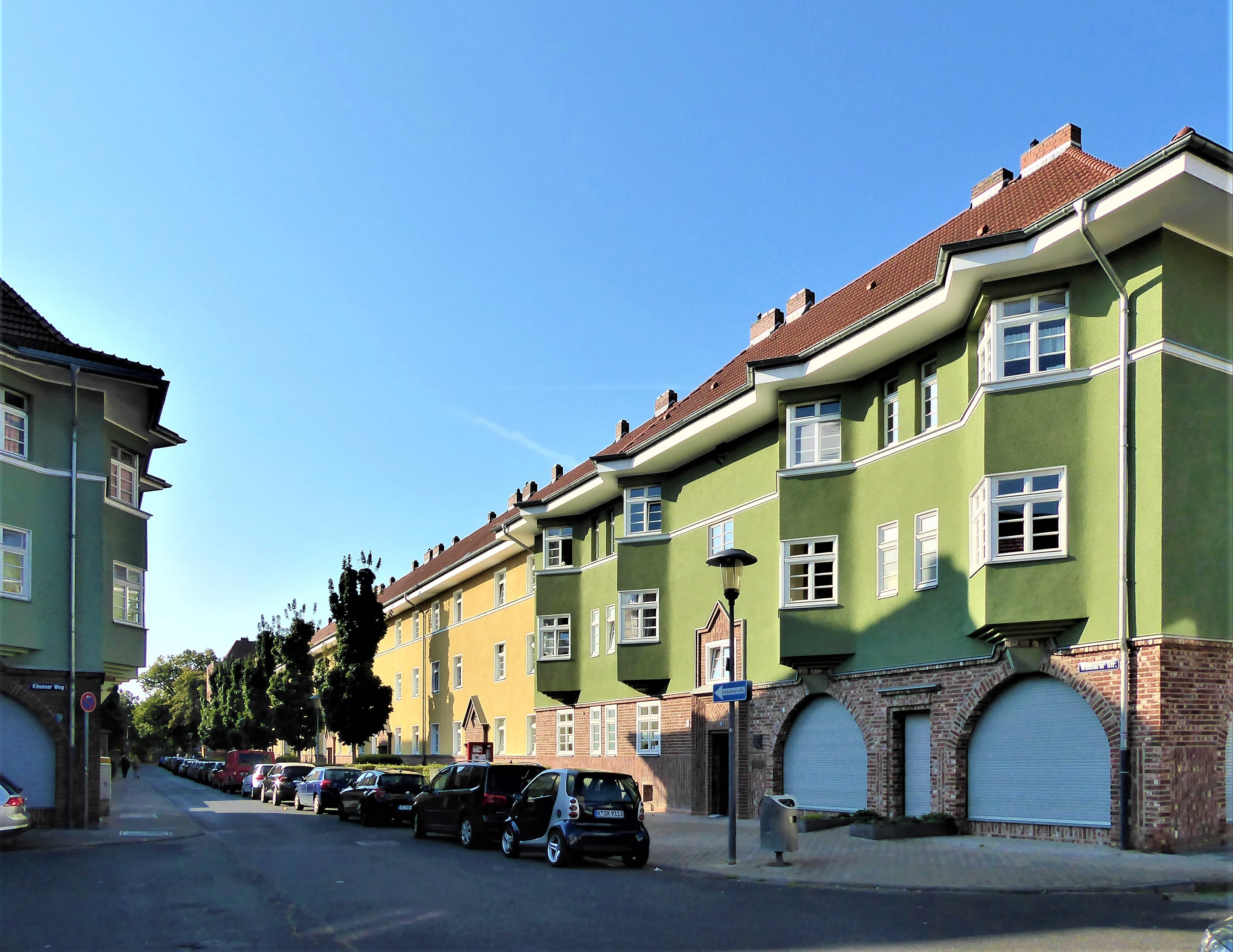
Germaniasiedlung, Weimarer Straße

Die Germaniasiedlung ist eine zwischen 1919 und 1928 durch die Gemeinnützige Wohnungsgesellschaft AG im klassischen Internationalen Stil der frühen Phase erbaute Großwohnsiedlung im Kölner Stadtteil Höhenberg. Seit 2006 wird die seit 1988 zum größten Teil denkmalgeschützte Siedlung komplett saniert und äußerlich dem Ursprungszustand angeglichen.

## Lage
Die Siedlung liegt im Norden des Stadtteils Höhenberg zwischen Geraer, Schwarzburger, Germania-, Gothaer und Frankfurter Straße.

## Geschichte
Die 1913 gegründete städtische Gemeinnützige Wohnungsgesellschaft AG erwarb im Jahre 1917 ein 177.000 Quadratmeter großes Grundstück, das zu diesem Zeitpunkt noch zur Stadtteilfläche von Köln-Buchheim gehörte. Um 1870 war dort das Hochofenwerk Germania ansässig, welches aber schon nach kurzer Betriebszeit aufgrund von Unwirtschaftlichkeit stillgelegt wurde.
Unter der Leitung von Fritz-Hans Kreis, dem damaligen Technischen Direktor der Wohnungsbaugesellschaft, planten 18 Architekten unterschiedliche Gebäudetypen, die in zwölf Bauabschnitten fertiggestellt wurden. Insgesamt wurden 1453 Wohneinheiten und 17 Ladenlokale errichtet – damit war die Germaniasiedlung 1928 die größte Wohnsiedlung Deutschlands.